# Scambus divergens
Scambus divergens är en stekelart som beskrevs av Tohru Uchida och Setsuya Momoi 1957. Scambus divergens ingår i släktet Scambus och familjen brokparasitsteklar. Inga underarter finns listade i Catalogue of Life.